# ارون شيا
آرون شيا تنغ فونغ (من مواليد 24 فبراير 1997) هو لاعب ريشة ماليزي، أنضم إلى منتخب ماليزيا في عام 2015، وشارك معه في كأس توماس 2018، وحصل على الميدالية الذهبية في دورة ألعاب جنوب شرق آسيا 2019، ووصل مع شريكه سوه ووي ييك إلى نهائي بطولة عموم إنجلترا المفتوحة للريشة، كما فازا معا بالميدالية البرونزية في زوجي الرجال في دورة الألعاب الأولمبية الصيفية 2020.

## الإنجازات

### الأولمبياد

#### زوجي الرجال
| العام | المكان                                     | الشريك            | الخصم                                | النتيجة             | الميدالية |
| ----- | ------------------------------------------ | ----------------- | ------------------------------------ | ------------------- | --------- |
| 2020  | مركز غابة موساشينو الرياضي، طوكيو، اليابان | سوه ووي ييك (MAS) | محمد أحسن (INA) هندرا سيتياوان (INA) | 17–21، 21–17، 21–14 | برونزية   |

### ألعاب جنوب شرق آسيا
| النسخة | المكان                                  | الشريك            | الخصم                                   | النتيجة             | الميدالية |
| ------ | --------------------------------------- | ----------------- | --------------------------------------- | ------------------- | --------- |
| 2019   | مجمع مونتينلوبا الرياضي،مانيلا، الفلبين | سوه ووي ييك (MAS) | بودين كلوز (THA) مانيبونج جونججيت (THA) | 18–21, 21–15, 21–16 | ذهبية     |